# Comune di Vejen
Il comune di Vejen è un comune della Danimarca situato nella regione della Danimarca Meridionale (Syddanmark).
Capoluogo e sede amministrativa è la città omonima.
Il comune è stato riformato in seguito alla riforma amministrativa del 1º gennaio 2007 accorpando i precedenti comuni di Brørup, Holsted e Rødding.

## Centri abitati
I centri abitati principali del comune sono:
- Vejen (10 361)
- Brørup (4 554)
- Holsted (3 029)
- Rødding (2 783)
- Jels (1 978)